# 四爪陸龜
四爪陸龜又叫俄羅斯陸龜、草原陸龜、四指陸龜，產地以哈薩克斯坦南部荒漠地區和天山山前地帶為多，俄羅斯、印度、巴基斯坦、伊朗等地也有分佈。海拔范围为600至1100米。在中國僅分佈於新疆霍城縣境內，為中國國家一級保護動物。牠們由於只有四隻腳趾，因而被命名為四爪陸龜。

## 分类
它传统上被分在陆龟属。但由于与其他成员存在较大的形态学上的差异，1966年科学家为其定下自己的属名Agrionemys，现在其学名即为Agrionemys horsfieldii。一些研究中，它还有三个亚种，但这并非学术界的共识：
- A. h. horsfieldii (Gray, 1844)：阿富汗/巴基斯坦和中亚南部
- A. h. kazachstanica Chkhikvadze, 1988：哈萨克斯坦和卡拉卡尔帕克斯坦
- A. h. rustamovi Chkhikvadze, Amiranschwili & Atajew, 1990：西南土库曼斯坦

## 特徵
四爪陸龜是一種小型龜類，身體大小只有約13至25厘米，雄性的大小約13-20厘米，雌性的大小約15〜25厘米。雄性往往有較長的尾巴，雌性的殼往往有喇叭形的盾片，而雄性則沒有。雄性的腹甲部分為凹，部分為凸，使牠們能夠在交配時更穩定，而雌性腹甲則較平。顏色亦各有不同，但外殼通常會出現棕色或黑色，而整塊鱗甲的大部分也是黃色的，身體的其他部分為稻草黃色和棕色。牠們75年以上的壽命也能吸引人類飼養，同時亦是深受歡迎的寵物。

## 習性
四爪陸龜棲息地屬荒漠化草原植被的低山丘陵地帶，喜歡乾燥而涼爽的氣候，所以對乾旱環境具有很強的適應力，牠多在夜晚活動，喜歡取食多種草本植物的嫩葉。

## 成長
四爪陸龜生長發育緩慢，須要十三到十四年才長至性成熟，而且每年產卵量少，加上孵化成活率低，因此種群自然增殖率極低。
四爪陸龜種群數量急副減少的原因除了自身因素和天敵—蛇之外，另一重要原因就是居民在其自然棲息地放牧，而四爪陸龜行動緩慢，往往為牧羊人所捕。
由於中國傳統醫藥認為四爪陸龜具有很高的滋補藥用價值（没有依据），因此一直是外地客商前來高價收購，並遠銷到港澳等地。加上近年來經濟發展和作為寵物，人們的生產活動更導致四爪陸龜分佈區域迅速縮小，種群數量劇減。
2021年8月1日起，新疆霍城四爪陆龟国家级自然保护区管理站陆续有7只小龟破壳而出，这是该保护区首次成功人工繁育四爪陆龟，对恢复四爪陆龟种群数量具有十分重要的意义。